# Olszany (województwo podkarpackie)
Olszany – wieś w Polsce położona w województwie podkarpackim, w powiecie przemyskim, w gminie Krasiczyn. Leży nad potokiem Olszanka w odległości 1 km od jego ujścia do Sanu.
| SIMC    | Nazwa  | Rodzaj    |
| ------- | ------ | --------- |
| 0604873 | Feniki | część wsi |

Królewska wieś Olszany istniała już w 1497 roku na prawie ruskim . w 1589 była położona w starostwie przemyskim w ziemi przemyskiej województwa ruskiego. Do 1939 roku istniała gmina Olszany. W latach 1975–1998 miejscowość położona była w województwie przemyskim.
9 sierpnia 1681 roku król Jan III Sobieski wydaje dokument, w którym zachowuje Teodora Czopkowicza i synów jego, Jana, Hrycia i Teodora, przy prawach do popostwa we wsi Olszany w powiecie przemyskim wraz z uwolnieniem ich od różnych ciężarów.
W 1880 р. wieś liczyła 816 mieszkańców, w tym 68 na gruntach folwarcznych (większość to  — grekokatolicy, z wyjątkiem 23 katolików).
w 1939 r. wieś liczyła 850 mieszkańców, w tym 810 Ukraińców greckokatolickich, 25 Ukraińców rzymskokatolickich, 10 Polaków, 5 Żydów
W miejscowości znajduje się Cerkiew św. Michała Archanioła , stara ukraińska cerkiew Greckokatolicka, obecnie użytkowana przez kościół rzymskokatolicki, jest kościołem parafialnym Parafii Narodzenia Najświętszej Maryi Panny w Olszanach i nosi wezwanie Narodzenia Najświętszej Maryi Panny. 
II Rzeczypospolitej wieś w powiecie przemyskim w województwie lwowskim.
W latach 1944–1945 nacjonaliści ukraińscy z OUN-UPA zamordowali tutaj 15 Polaków.
5 marca 1945 roku w Olszanach podziemie poakowskie rozstrzelało 12 Ukraińców. Ich ciała wrzucono do wody, określając akcję jako „święcenie wody”.
1.Kopystiańska Eugenia, lat 55, żona gr.-kat. proboszcza w Olszanach
2.Kopystiańska Tatiana, lat 24, córka księdza
3.Kołodziej Katarzyna, lat 27, służąca księdza
4.Senyszyn Helena, lat 47, nauczycielka w Olszanach
5.Senyszyn Areta, lat 20, córka nauczycielki,
6.Popowicz Jan, lat 55, gospodarz,
7.Truchan Jan, lat 55, gospodarz ,
8.Truchan Wasyl, lat 44, gospodarz,
9.Truchan Piotr, lat 34, kierownik mleczarni w Olszanach,
10 i 11. nieustalonej tożsamości, którzy wedle zapodania sołtysa z Olszan, pochodzili z Jawornika Ruskiego, powracali z Przemyśla i zatrzymali się na nocleg u wymienionego ad 8. Wasyla Truchana, wszyscy wyznania gr.-kat., narodowości ukraińskiej.
Nadto została ciężko ranna Kopystiańska Zofia, córka księdza, agentka pocztowa w Olszynach.
Ukraińcy zostali dobrowolnie i przymusowo wysiedleni w ZSRR. Pozostałych wysiedlono na ziemie odzyskane , w 1947 r. w wyniku czystek etnicznych podczas akcji “Wisła”. We wsi osiedlili się Polacy.

## Linki zewnętrzne

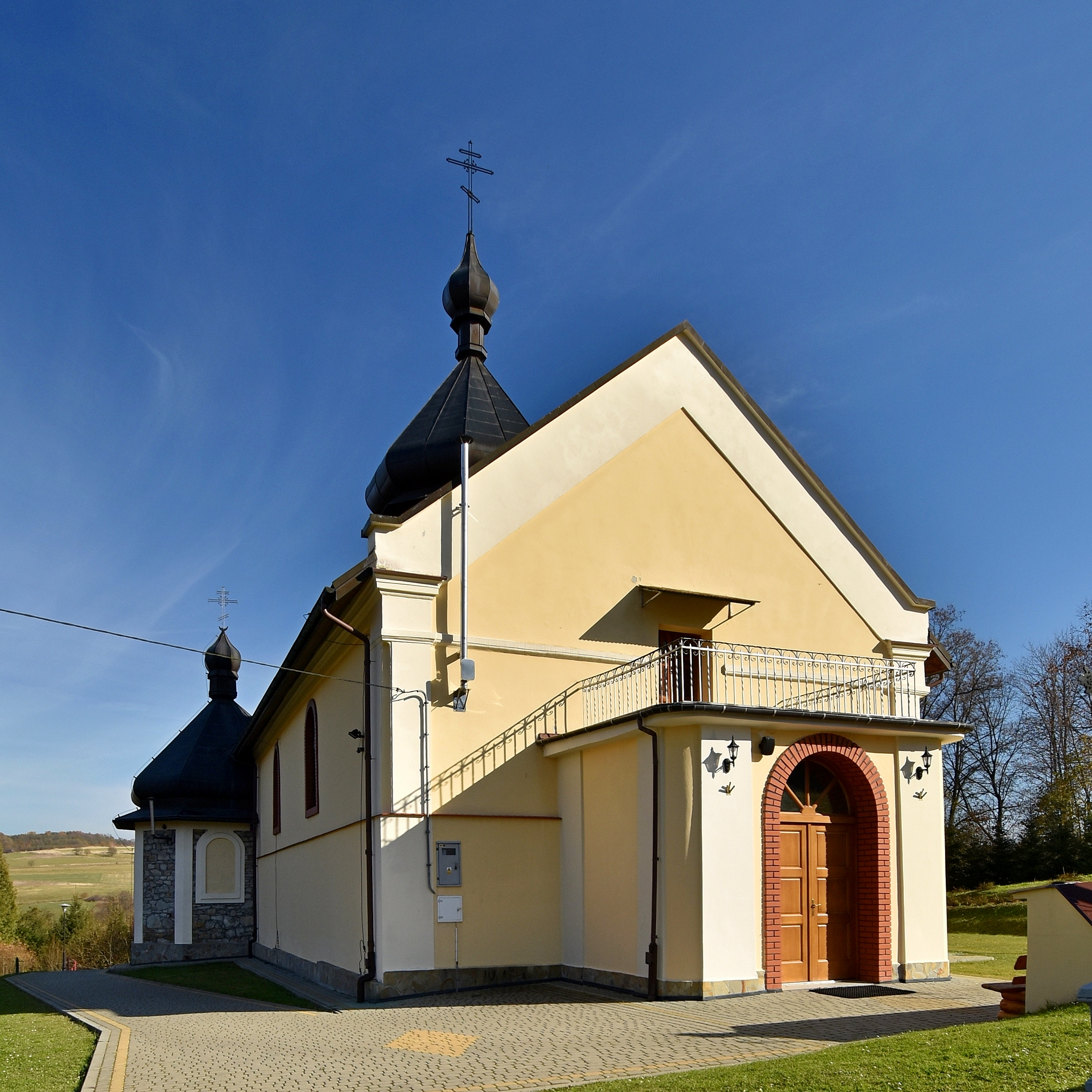
Kościół pw. Narodzenia NMP